# 紀元前85年
紀元前85年（きげんぜん85ねん）は、ローマ暦の年である。

## 他の紀年法
- 干支 : 丙申
- 日本
  - 崇神天皇13年
  - 皇紀576年
- 中国
  - 前漢 : 始元2年
- 朝鮮
  - 檀紀2249年
- 仏滅紀元 : 460年
- ユダヤ暦 : 3676年 - 3677年

## できごと

### ローマ
- 第一次ミトリダテス戦争 - オルコメノスの戦いでルキウス・コルネリウス・スッラがアルケラオスを再び破った。

## 誕生
- マルクス・ユニウス・ブルートゥス：ガイウス・ユリウス・カエサルの暗殺者（紀元前42年没）
- アティア・バルバ・カエソニア：カエサルの姪（紀元前43年没）
- ティベリウス・クラウディウス・ネロ：ティベリウスの父（紀元前33年没）

## 死去
- ガイウス・ユリウス・カエサル (大カエサル)（紀元前140年生）